# Retaria
Sous-embranchement
Embranchements de rang inférieur
- Foraminifera
- Radiolaria

Position phylogénétique
- Eukaryota
  - clade « SAR »
    - Stramenopiles
    - Rhizaria
      - Cercozoa
        - Filosa
        - Endomyxaa

      - Retaria
        - Foraminifera
        - Radiolaria

    - Alveolata

Groupe frère :  Cercozoa 
Les Rétaires (ou Retaria) sont un sous-embranchement des Rhizaria.

## À lire aussi
- Moreira D, von der Heyden S, Bass D, López-García P, Chao E, Cavalier-Smith T, 2007. Global eukaryote phylogeny: Combined small- and large-subunit ribosomal DNA trees support monophyly of Rhizaria, Retaria and Excavata.